# جک بیلی (هنرپیشه)
جک بیلی (انگلیسی: Jack Bailey; ۱۵ سپتامبر ۱۹۰۷ – ۱ فوریهٔ ۱۹۸۰ (۷۲ سال)) یک هنرپیشه اهل ایالات متحده آمریکا بود. وی بین سال‌های ۱۹۴۴ تا ۱۹۷۵ میلادی فعالیت می‌کرد.
او در فیلم قوی‌ترین مرد جهان بازی کرده‌است.